# Figueira das Lágrimas
A Figueira das Lágrimas é uma árvore de grande porte localizada na cidade de São Paulo, conhecida por sua relevância histórica e cultural. O nome "das Lágrimas" não se refere a uma espécie específica de figueira, mas sim aos eventos que ocorreram sob seus galhos. A árvore serviu como ponto de despedida para muitos estudantes da Faculdade de Direito do Largo São Francisco, que, após a conclusão do curso, se despediam de familiares e amigos. Além disso, durante a Guerra do Paraguai, mães se despediam de seus filhos sob essa árvore, o que reforça sua associação com momentos de emoção e despedida.
A árvore pertence à espécie Ficus organensis, da família Moraceae. Ao seu lado, cresceu uma outra figueira, da espécie Ficus benjamina, que passou a compartilhar o mesmo espaço. A Ficus benjamina começou a brotar em 1977, durante um período em que a Ficus organensis estava debilitada e sob risco de ser derrubada. Por conta disso, a árvore foi poupada e conseguiu se recuperar.
Em janeiro de 1978, a revista Claudia, edição nº 196, relatou o caso, descrevendo o renascimento da árvore:
"Neste ano a figueira foi condenada. Seus galhos pendiam, perigosamente, sobre casas e pessoas da estrada. A data da morte dependia, apenas, de uma assinatura; estava escrito que todos os esforços seriam inúteis para salvar sua vida. Mas a Secretaria das Administrações Regionais em vez de ordenar o corte, resolveu esperar, consultar autoridades. Uma atitude nova, onde, até meses atrás, qualquer árvore poderia ser derrubada sem dó nem piedade. Nesse sentido, para seu salvamento, viu-se o milagre: de um de seus galhos nasceu, firme, desesperada, uma raiz que alcançou a terra. E essa raiz fará renascer a velha Árvore das Lágrimas [...]"

## Histórico
Localizada na altura dos números 515 a 537 da Estrada das Lágrimas, no bairro do Sacomã, que no século XIX ainda era Ipiranga, essa árvore desempenhava o papel de marco de entrada e saída da capital paulista, pelo lado sul, e sua presença nesse local já era conhecida desde o século XVIII. A seu lado havia um rancho para descanso de tropeiros que vinham, ou iam para Santos. Dizem que Dom Pedro I descansou à sua sombra, em 1822, quando estava a caminho da declaração da Independência do Brasil. Mais tarde tornou-se um tradicional ponto de despedida daqueles que partiam para Santos, fosse para uma temporada de recreio no litoral, a trabalho ou, ainda, para uma longa viagem de navio partindo do porto daquela cidade. No início do século XIX, tornou-se tradição dos alunos da Faculdade de Direito do Largo São Francisco, ao término do curso, se reunirem sob a árvore para as despedidas dos colegas que retornavam às suas cidades de origem. Num artigo do jornal O Estado de São Paulo, de 22/08/1909, o autor cita um texto de França Júnior que, entre outras coisas, era bacharel em direito, formado naquela faculdade, e assim dizia:
"Havia à beira do caminho, duas léguas distante da cidade, uma arvore, depositaria das mais poéticas tradições. Sob sua copa frondosa reuniam-se bons companheiros e amigos para trocarem abraços na despedida. Quem ha por ahi daquella época que não se recorde com saudade da “ÁRVORE DAS LÁGRIMAS?” De quantos poemas não foi ella testemunha! Alli, com os olhos humidos ao deixar S. Paulo, disse o último adeus a esses bons camaradas, entre os quaes contava alguns amigos sinceros.”
Em 1864, quando teve início a Guerra do Paraguai, também era ao lado da figueira que as mães, chorosas, se despediam dos filhos que seguiam para a guerra. Por conta disso, a árvore ficou conhecida como Figueira das Lágrimas.
A partir de 1867, quando a São Paulo Railway Company inaugurou a estrada de ferro ligando a capital ao litoral, a Figueira das Lágrimas passou por um período de esquecimento que perdurou até o início do século XX, porque as despedidas passaram a ocorrer na plataforma da Estação da Luz.
Em 1895, os irmãos franceses, Antoine, Ernest e Henry Sacoman, adquiriram terras naquela região do Ipiranga e ali montaram o Estabelecimento Cerâmico Sacoman Frères – Ipiranga, ficando a Figueira das Lágrimas nas terras daquela empresa. No ano de 1909, urbanistas impiedosos mutilaram a velha figueira, cortando seus galhos maiores, provavelmente pensando em derruba-la para construção de alguma residência no local. A população da região, temerosa quanto ao futuro da árvore, se mobilizou solicitando ao poder público providências para preservação daquele símbolo da cidade. No dia 25 de agosto de 1910, provavelmente sensibilizados com os apelos populares, os industriais Sacoman Frères manifestaram intenção de doar à municipalidade o terreno de 100 m² onde a árvore estava. A intenção de doação foi apresentada à Câmara de Vereadores em 27/08/1910, pelo vereador Mário do Amaral, no Projeto nº 42. Quase um ano depois, em 26/05/1911, pela Resolução nº 15, a Câmara autorizou a Prefeitura a receber a doação. Foram mais nove anos até que a escritura fosse lavrada, o que aconteceu em 05/02/1920. Depois disso, construiu-se um muro com grades em torno do terreno e colocou-se uma placa de bronze com a seguinte inscrição:
“Sou a árvore das lagrimas e das saudades. Sob minha sombra, corações sem número separaram-se afflictos. Aguias académicas, portadoras do saber, confiantes voaram para a vida. Represento passado glorioso. Recordo suaves tradições da brumosa paulicéa. Vi e admirei, vejo e admiro, hei de vêr e admirar a vertiginosa marcha triumphal do progresso paulistano. Viandante que me contemplas, descobre-te!”
Em 1954, ano do  IV centenário da capital paulista, a Figueira das Lágrimas já estava totalmente recuperada da poda de 1909, mas havia caído no esquecimento, apesar de alguns esforços isolados para manutenção de sua memória e materialidade. O esquecimento, de certa forma não era tão ruim, já que alguns jornalistas da época, quando a lembravam, era para descreve-la como empecilho ao desenvolvimento urbano.
No dia 20 de setembro de 1989, pelo Decreto nº 30.443, a figueira foi declarada Patrimônio Ambiental do Estado de São Paulo onde, de acordo com o artigo nº 16, ela fica imune de corte em razão de sua beleza e raridade.
Em 26 de julho de 2001, técnicos da prefeitura removeram tecidos necrosados do tronco da Figueira organensis. Em 2011, funcionários da prefeitura realizaram serviço de poda do Fícus Benjamina, removendo galhos que atravessavam e se sobrepunham a copa do exemplar Fícus Organensis. Também foi feita a adubação do solo.
Em 2016, a Figueira das Lágrimas foi tombada pelo CONPRESP, conforme Resolução nº 06.
Em 11 de julho de 2019, o muro original que cercava o terreno onde ela se encontra, foi derrubado por uma obra da prefeitura que visava a revitalização do local. A placa de bronze já havia sido roubada, provavelmente por conta do alto valor do metal, mas a árvore continua recebendo alguns cuidados das autoridades locais e o carinho de alguns paulistanos.